# Ann Rosén
Ann Rosén, född 27 oktober 1956, är en svensk tonsättare som arbetar med elektroakustisk musik (EAM), liveelektronik, kammarmusik, kör, ljudkonst och musik för performance och dans.
Ann Rosén är sedan 2006 medlem i Föreningen svenska tonsättare.

## Verk
- IDM, EAM (1997)
- R, EAM (1998)
- Match-O, EAM (1999)
- Regn, EAM (2000)
- Kyla, EAM (2001)
- M_Mix, EAM (2002)
- Minus 17, EAM (2004)
- Sliplay, EAM (2004)
- 5?15??, EAM (2004)
- On the Table, liveelektronik/eam (2005)
- Harena, EAM (2006)
- Sonus Verus för liveelektronik (2006)
- O.S.C, EAM 8.0 (2006)
- Stress, EAM 5.0 (2006)
- Surr, EAM 5.0 (2006)
- IC First Movement för liveelektonik 5.0 (2006)
- Imm2, EAM (2006)
- Imm1, EAM (2006)
- Off Springs för liveelektronik (2007)
- Kör, EAM/liveelektonik (2007)
- Candela för liveelktronik och ljussensorer (2007)
- Conveyer för liveelektronik (2008)
- Silo, EAM 5.0 och stereo (2008)
- Clear', EAM (2008)
- Blink för liveelektronik (2008)
- Kassar för liveelektronik (2009)
- Eltex för liveelektronik (2009)
- Sats 2 MM för kör och liveelektronik (2009)
- Zonula Occludens (2009)
- Runtom, EAM (2009)
- Här för trumpet, gummiklubba och liveelektronik (2009)
- Tight Connections för elgitarr, cello, saxofon och liveelektronik (2008–09)
- ZO-2 Härnösand för kör och liveelektronik (2010)
- Vårväska för liveelektronik (2010)
- Noise leaves för liveelektronik (2010)
- Bladbrus för liveelektronik (2010)
- yxadesil, liveelektronik till dansföreställning (2010)
- Krita, EAM (2011)
- Brusblad, EAM (2011)
- Fingerborgsbrus, EAM (2011)
- Brusspår, EAM (2011)
- Huvudmotstånd för elgitarr-kvartett och 4 hatplayers (2011)
- ZO-4, konsertinstallation (2011–12)
- Farfrom för liveelektronik (2012)
- Skin för liveelektronik (2012)
- Kring för saxofonkvartett (2012)
- Elkonflikt för saxofonkvartett och liveelektronik (2012)
- Klämrisk, EAM (2012)
- Elkonflikt, ny version för saxofonkvartett och Freezer box synth (2013)
- DYS för violin, viola, cello, piano och knämudd, stickade sensorer, liveelektronik (2014)
- Bredvid för 2 saxofoner och liveelektronik (2015)
- Resilience, Ground Layer Modules för 2 violiner, viola, piano/ackordeon, 3 saxofoner, trombon, synth/liveelektronik och 2 röster till text av Helena Boberg (2015)